# Narayanapala
Narayanapala  (854-908) est le sixième empereur de la dynastie Pala, successeur de Vigrahapala après son abdication vers 854. Il règne principalement sur les régions du Bengale et du Bihar. C'est un dirigeant pieux et les inscriptions du pilier de Badal ne lui prêtent  pas de glorieux exploits militaires. Pendant son long règne, l’empire Pala se désintègre. Peu après 860, il est vaincu par le roi Rashtrakuta Amoghavarsha (en). Les Pratihara de Kanauj, Bhoja puis Mahendrapâla, profitent de la faiblesse des Pala pour étendre leur domination à l'est. Narayanapala perd non seulement le Magadha (sud Bihar) mais aussi le nord du Bengale, berceau de la dynastie. Le déclin des Pala encourage le roi d'Assam Harjara à prendre un titre impérial et les Sailodbhavas d'affermir leur puissance en Orissa. Cependant, vers la fin de son règne, Narayanapala reprend le nord du Bengale et sud du Bihar aux Pratihara, affaiblis par les attaques des Rashtrakuta. Son fils Rajyapala lui succède et règne 32 ans.

## Sources
- Sailendra Nath Sen Ancient Indian History and Civilization New Age International, 1999  (ISBN 8122411983 et 9788122411980)